# Sub-era
Een sub-era in de geologische geschiedenis is een onderverdeling van een era. De enige sub-era die wordt onderscheiden is het Tertiair als een lagere eenheid binnen het Cenozoïcum. Een sub-era is onderverdeeld in periodes.